# Priscilla Pointer
Priscilla Marie Pointer (New York, New York, 18. svibnja 1924. – Ridgefield, Connecticut, 28. travnja 2025.) bila je američka filmska i televizijska glumica. Karijeru je započela u kazalištu, uključujući produkcije na Broadwayu. Kasnije se Pointer preselila u Hollywood da bi glumila u filmovima i na televiziji.